# Parancsnok-szigeteki csata

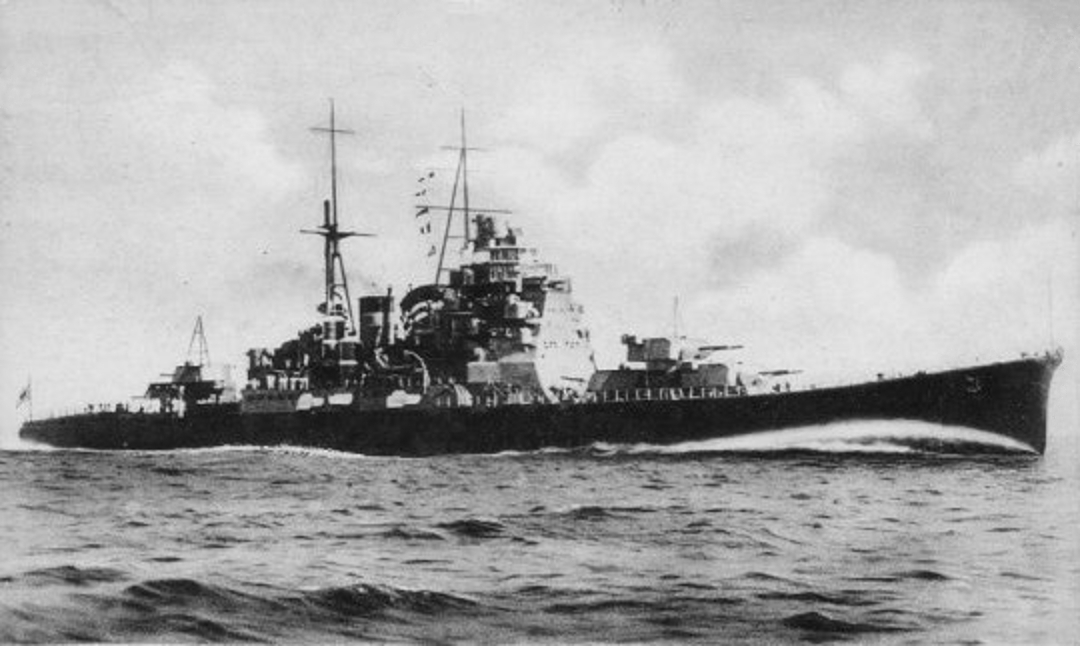
A Maja (Maya) japán nehézcirkáló

A Parancsnok-szigeteki csata a második világháború csendes-óceáni hadszínterén zajlott, a Parancsnok-szigetek közelében, 1943. március 27-én. Ez volt az egyetlen kizárólag hadihajók által (légi és tengeralattjáró-támogatás nélkül) vívott ütközet ebben a térségben, és a történelem utolsó tüzérségi párbaja a tengeren.

## Előzmények
1942 júniusának elején japán csapatok szállták meg az alaszkai Aleut-szigetek két kisebb tagját: Attut és Kiskát. A rossz körülmények és a szervezés hiányosságai miatt az amerikai ellentámadás több mint egy évig húzódó küzdelemmé vált, melynek egyik fontos mozzanata volt az 1943 márciusában zajlott tengeri ütközet, melyben az USA Haditengerészetének egyik flottája egy japán utánpótlást szállító hajókonvojt támadott meg.

## Csata
A négy rombolóból, egy könnyű- és egy nehézcirkálóból álló amerikai egységet Charles McMorris ellentengernagy vezette. A japán konvojt, amelynek összetételéről az amerikaiaknak azonban nem voltak pontos adataik, Hoszogaja Bosiro altengernagy irányítása alatt két könnyű- és két nehézcirkáló, valamint négy romboló védte.
A csatát kizárólag a hadihajók vívták: se repülőgépek, se tengeralattjárók nem támogatták egyik felet sem, mivel a szigetek messze vannak a szárazföldtől.
A tűzharcban egy japán egy cirkáló, illetve egy amerikai cirkáló és egy romboló sérült meg, így az egyébként is nagyobb tűzerejű japánok eldönthették volna a csatát. Hoszogaja azonban nem vette észre, hogy a USS Salt Lake City igen jelentős sérüléseket szenvedett, és a légierő esetleges közbeavatkozásától tartva visszavonult.

## Következmények
Taktikai vereségükkel a japánok elvesztették felszíni kapcsolatukat az Attun lévő csapataikkal, utánpótlásukat kizárólag tengeralattjárókkal tudták folytatni.
Hoszogaja a csata után nyugállományba vonult.
- Battle of the Komandorski Islands (angolul)
- Battle of Komandorski Island: March 26, 1943 (angolul)